# 3A busz (Tatabánya)

A tatabányai 3A jelzésű autóbusz a Kertváros, végállomás és a Bányász körtér között közlekedik. A vonalat a T-Busz Tatabányai Közlekedési Kft. üzemelteti.

## Története
2018. július 2-án a 3-as busz mellett 3A jelzésű járatot indítottak, mely betér Alsógalla vasúti megállóhelyre is.

## Útvonala
| Bányász körtér felé | Kertváros, végállomás felé |
| --- | --- |
| Kertváros, végállomás – Építők útja – Hadsereg utca – Gerecse utca – Lapatári utca – Rákóczi Ferenc út – Huba vezér utca – Komáromi utca – Fő tér – Mártírok útja – Táncsics Mihály út – Csaba utca – Ady Endre utca – Mátyás király utca – Aradi utca – Népház utca – Vértanúk tere – Népház utca – Semmelweis utca – dr. Mohi Rezső utca – Bányász körtér | Bányász körtér – dr. Mohi Rezső utca – Semmelweis utca – Népház utca – Vértanúk tere – Népház utca – Aradi utca – Mátyás király utca – Ady Endre utca – Csaba utca – Táncsics Mihály út – Mártírok útja – Fő tér – Komáromi utca – Töhötöm vezér utca – Győri út – Rákóczi Ferenc út – Lapatári utca – Gerecse utca – Hadsereg utca – Építők útja – Kertváros, végállomás |

## Megállóhelyei
| 0  | Kertváros, végállomás végállomás | 28 | 3, 3G, 3L, 4, 4E, 8, 8L, 8S, 9, 9D, 10, 18, 38, 38G, 52, 53, 53B, 54                                  |
| 1  | Kölcsey Ferenc utca              | 27 | 3, 3G, 3L, 4, 4E, 8, 8L, 8S, 9, 9D, 10, 18, 38, 38G, 52, 53, 53B, 54                                  |
| 2  | Bányász Művelődési Ház           | 26 | 3, 3G, 3L, 4, 4E, 8, 8L, 8S, 9, 9D, 10, 18, 38, 38G, 52, 53, 53B, 54                                  |
| 3  | Gerecse utca                     | 25 | 3, 3G, 3L, 4, 4E, 8, 8L, 8S, 9, 9D, 10, 18, 38, 38G, 52, 53, 53B, 54                                  |
| ∫  | Lapatári utca                    | 24 | 3, 3G, 3L, 8, 8L, 8S, 10, 18, 38, 38G, 52, 52I, 53, 53B, 53I, 59B                                     |
| 6  | Töhötöm vezér utca               | 21 | 2, 3, 3G, 3L, 5P, 10, 11, 15, 38, 38G, 53, 53B, 53I, 57 8400, 8401, 8462                              |
| 8  | Lehel tér                        | 20 | 2, 3, 3G, 3L, 38, 38G, 53, 53B, 53I, 57                                                               |
| 10 | Ond vezér utca                   | 18 | 2, 3, 3G, 3L, 38, 38G, 53, 53B, 53I, 57                                                               |
| 12 | Fő tér                           | 16 | 2, 3, 3G, 3L, 6, 9, 9D, 10, 16, 38, 38G, 53, 53B, 57, 59B, 59I, 70 8443                               |
| 14 | Mártírok útja                    | 14 | 2, 3, 3G, 3L, 6, 9, 9D, 10, 16, 38, 38G, 53, 53B, 57, 59B, 59I, 70 8443                               |
| 15 | Ifjúság út                       | 13 | 2, 3, 3G, 3L, 6, 9, 9D, 10, 16, 38, 38G, 52, 52I, 53, 53B, 57, 59B, 59I, 70 8443                      |
| 17 | József Attila Művelődési Ház     | 11 | 3, 3G, 3L, 10, 52, 52I, 53, 53I, 70                                                                   |
| 18 | Ady Endre utca                   | 10 | 8, 8L, 8S, 9, 9D, 38, 38G, 53B, 57, 59, 59I                                                           |
| 20 | Mátyás király utca               | 8  | 8, 8L, 8S, 9, 9D, 38, 38G, 53B, 57, 59, 59I                                                           |
| 21 | Alsógalla, vasúti megállóhely    | 7  | 8, 8L, 8S, 9, 9D, 38, 38G, 53B, 57, 59, 59I S10 G10 S12                                               |
| 23 | Hármashíd                        | 5  | 3, 3G, 3L, 8, 8L, 8S, 10, 18, 38, 38G, 53B 8406, 8410, 8421, 8422, 8423                               |
| 24 | Vértanúk tere                    | 4  | 3, 3G, 3L, 5, 5P, 8, 8L, 8S, 10, 18, 38, 38G, 53B, 59B 8406, 8410, 8421, 8422, 8423, 8435, 8437, 8471 |
| 25 | Népház                           | 3  | 3, 3G, 3L, 5, 5P, 8, 8L, 8S, 10, 18, 38, 38G, 53B, 59B                                                |
| 26 | Gőzfürdő                         | 2  | 1, 1G, 3, 3G, 3L, 4, 4E, 6, 8, 8L, 8S, 11, 16, 18, 38, 38G, 51, 51B, 53B 8435, 8436                   |
| 27 | Újtemető                         | 1  | 1, 1G, 3, 3G, 3L, 4, 4E, 6, 8, 8L, 8S, 11, 16, 18, 38, 38G, 51, 51B, 53B                              |
| 28 | Bányász körtér végállomás        | 0  | 1, 3, 3G, 3L, 4, 4E, 6, 8, 8L, 8S, 11, 16, 18, 36, 38, 38G, 51, 51B, 53B 8432, 8435, 8436, 8443       |

## Külső hivatkozások
- Vonaltérképek. T-Busz Tatabányai Közlekedési Kft. (Hozzáférés: 2018. december 3.)